# Erik Thomas Pohlmeier
Erik Thomas Pohlmeier (Colorado Springs, 20 luglio 1971) è un vescovo cattolico statunitense, dal 24 maggio 2022 vescovo di Saint Augustine.

## Biografia
Erik Thomas Pohlmeier è nato a Colorado Springs, nel Colorado, il 20 luglio 1971 da Tom e Sharon Pohlmeier. Ha tre fratelli e una sorella. Suo padre e un fratello sono diaconi permanenti. È cresciuto a Paris, nell'Arkansas.

### Formazione e ministero sacerdotale
Dal 1985 al 1989 ha frequentato la Paris High School e dal 1989 al 1991 ha studiato ingegneria meccanica all'Università dell'Arkansas a Fayetteville. Nel 1992 ha iniziato gli studi ecclesiastici presso il St. Meinrad College. Nel 1994 ha conseguito il baccalaureato in filosofia con una tesi intitolata "On a necessary connection between law and morals". Lo stesso anno è stato inviato a Roma per studi. Ha preso residenza presso il Pontificio collegio americano del Nord. Nel 1997 il baccalaureato magna cum laude in sacra teologia presso la Pontificia Università Gregoriana e nel 1998 il diploma summa cum laude in teologia spirituale presso la Pontificia università "San Tommaso d'Aquino".
Il 2 ottobre 1997 è stato ordinato diacono per la diocesi di Little Rock nella basilica di San Pietro in Vaticano dal cardinale Jan Pieter Schotte, segretario generale del Sinodo dei vescovi e presidente dell'Ufficio del lavoro della Sede Apostolica. Il 25 luglio successivo è stato ordinato presbitero per la medesima diocesi nell'abbazia di San Benedetto a Subiaco da monsignor Andrew Joseph McDonald. In seguito è stato vicario parrocchiale della parrocchia di Cristo Re a Little Rock dal 1998 al 2001; parroco della parrocchia di Nostra Signora del Lago a Lake Village dal 2001 al 2005; parroco della missione del Santo Bambino a Dumas dal 2001 al 2004; parroco della missione di Santa Maria a McGehee dal 2001 al 2005; parroco della missione dello Spirito Santo a Hamburg dal 2004 al 2005; parroco della parrocchia di San Giovanni Battista a Hot Springs dal 2005 al 2010; parroco della parrocchia di Santa Maria a Hot Springs dal 2007 al 2010; assistente direttore delle vocazioni dal 2008 al 2016; parroco della parrocchia di Nostra Signora delle Anime Sante a Little Rock dal 2010 al 2016; direttore dell'ufficio per la formazione dei diaconi permanenti dal 2015; direttore dell'ufficio per la catechesi dal 2016; direttore dell'ufficio per la formazione permanente del clero dal 2019 e parroco della parrocchia di Cristo Re a Little Rock dal gennaio del 2020.
È stato anche membro del consiglio presbiterale dal 2003 al 2006, dal 2011 al 2014 e dal 2021; membro del consiglio per il personale clericale dal 2011 al 2014 e dal 2020; membro del collegio dei consultori dal 2014 al 2019 e membro del comitato consultivo per il welfare del clero dal 2015 al 2017 e dal 2019.
È stato anche consulente teologico del giornale diocesano Arkansas Catholic dal 2003; membro del consiglio nazionale della Couple to Couple League, un'organizzazione internazionale senza scopo di lucro con sede a Cincinnati dedita all'insegnamento e alla promozione della pianificazione familiare naturale, dal 2007 al 2016 e guida del ritiro per presbiteri organizzato dalla Catholic Rural Life dal 2019.

### Ministero episcopale
Il 24 maggio 2022 papa Francesco lo ha nominato vescovo di Saint Augustine. Ha ricevuto l'ordinazione episcopale il 22 luglio successivo nella chiesa di San Giuseppe a Jacksonville dall'arcivescovo metropolita di Miami Thomas Gerard Wenski, co-consacranti il vescovo di Little Rock Anthony Basil Taylor e il vescovo emerito di Saint Augustine Felipe de Jesús Estévez. Durante la stessa celebrazione ha preso possesso della diocesi. Il 24 luglio ha presieduto la sua prima messa nella basilica cattedrale di Sant'Agostino a St. Augustine.
In seno alla Conferenza dei vescovi cattolici degli Stati Uniti è presidente del sottocomitato per il catechismo.

## Opere
- On a necessary connection between law and morals, St. Meinrad, Ind., St. Meinrad College, 1994.

## Genealogia episcopale
La genealogia episcopale è:
- Cardinale Scipione Rebiba
- Cardinale Giulio Antonio Santori
- Cardinale Girolamo Bernerio, O.P.
- Arcivescovo Galeazzo Sanvitale
- Cardinale Ludovico Ludovisi
- Cardinale Luigi Caetani
- Cardinale Ulderico Carpegna
- Cardinale Paluzzo Paluzzi Altieri degli Albertoni
- Papa Benedetto XIII
- Papa Benedetto XIV
- Papa Clemente XIII
- Cardinale Marcantonio Colonna
- Cardinale Giacinto Sigismondo Gerdil, B.
- Cardinale Giulio Maria della Somaglia
- Cardinale Carlo Odescalchi, S.I.
- Cardinale Costantino Patrizi Naro
- Cardinale Lucido Maria Parocchi
- Papa Pio X
- Cardinale Gaetano De Lai
- Cardinale Raffaele Carlo Rossi, O.C.D.
- Cardinale Amleto Giovanni Cicognani
- Cardinale Pio Laghi
- Arcivescovo John Clement Favalora
- Arcivescovo Thomas Gerard Wenski
- Vescovo Erik Thomas Pohlmeier